# Zhang Liyin
Zhang Liyin, nota in Corea del Sud come Jang Ri-in (in caratteri cinesi semplificati 张力尹; Chengdu, 28 febbraio 1989), è una cantante cinese, attiva in Cina e in Corea del Sud.

## Biografia
Nata nel Sichuan, è di origine Yi.
È membro del gruppo sudcoreano SM the Ballad ed è soprannominata come la BoA cinese, nonché la leader del movimento Korean Wave. Parla sia la cinese che la lingua coreana e questo le permette di produrre musica e di esibirsi sia in Cina che in Corea del Sud.
Dal suo debutto, avvenuto nel 2006, ha prodotto un album in studio e diversi singoli. I più conosciuti di questi sono Timeless e I Will. Inoltre è stata la prima artista non sudcoreana a vincere il premio come "miglior rivelazione" nell'ambito degli Mnet Asian Music Awards (2006).

## Discografia

### Album in studio
- 2008 – I Will

### Singoli
- 2006 – Timeless
- 2007 – Y (Why...)
- 2008 – 星愿 (I Will)
- 2008 – 幸福的左岸 (The Left Shore of Happiness)
- 2008 – 相信爱 (Believe in Love)
- 2009 – Moving On
- 2014 – Agape
- 2014 – Not Alone